# Tournoi de France 2023
Navigation
Édition précédente
Le Tournoi de France 2023 est la troisième édition du Tournoi de France, un tournoi féminin de football sur invitation qui se déroule en France. Il a lieu en février 2023 à Angers et à Laval.
La France défend avec succès son trophée, remportant son troisième titre consécutif,.

## Format
La compétition est organisée par la Fédération française de football.
Contrairement au format d'un tableau avec phases éliminatoires comme celui de l'Algarve Cup, les quatre sélections invitées au tournoi de France s'affrontent toutes entre elles au sein d'une poule unique, comme cela se fait pour la SheBelieves Cup.
Le classement des équipes suit la formule standard de trois points pour une victoire, un point pour un match nul et zéro point pour une défaite.

## Équipes
À cinq mois de la Coupe du monde, les Bleues affrontent le Danemark, la Norvège et l'Uruguay, lors de la troisième édition du tournoi de France,. La France est double tenante du titre.
| Équipe   | Classement FIFA (décembre 2022) |
| -------- | ------------------------------- |
| France   | 5                               |
| Norvège  | 13                              |
| Danemark | 18                              |
| Uruguay  | 67                              |

## Villes et stades
Les deux stades choisis se trouvent tous deux dans les Pays de la Loire, à Angers (Stade Raymond-Kopa) et à Laval (Stade Francis-Le-Basser).
| Angers             | Laval                   |
| ------------------ | ----------------------- |
| Stade Raymond-Kopa | Stade Francis-Le-Basser |
| Capacité : 19 800  | Capacité : 11 107       |
|                    |                         |
| \| Angers Laval \| |                         |
| Angers Laval       |                         |

## Déroulement du tournoi

### Classement
| Rang | Équipe   | Pts | J | G | N | P | Bp | Bc | Diff |
| ---- | -------- | --- | - | - | - | - | -- | -- | ---- |
| 1    | France   | 7   | 3 | 2 | 1 | 0 | 6  | 1  | +5   |
| 2    | Danemark | 6   | 3 | 2 | 0 | 1 | 5  | 3  | +2   |
| 3    | Norvège  | 4   | 3 | 1 | 1 | 1 | 1  | 2  | -1   |
| 4    | Uruguay  | 0   | 3 | 0 | 0 | 3 | 3  | 9  | -6   |

### Résultats
1re journée
| 15 février 2023    | Norvège       | 1 - 0   | Uruguay | Stade Raymond-Kopa, Angers |                           |
| 18h (heure locale) | Sævik 29e     | (1 - 0) |         | Arbitrage : Audrey Gerbel  | Arbitrage : Audrey Gerbel |
| 18h (heure locale) | Rapport (NFF) |         |         | Arbitrage : Audrey Gerbel  | Arbitrage : Audrey Gerbel |

| 15 février 2023      | France                     | 1 - 0   | Danemark | Stade Francis-Le-Basser, Laval                                       |                                                                      |
| 21h10 (heure locale) | Bilbault 31e               | (1 - 0) |          | Spectateurs : 7 409 Diffuseur : W9 Arbitrage : Monika Mularczyk (en) | Spectateurs : 7 409 Diffuseur : W9 Arbitrage : Monika Mularczyk (en) |
| 21h10 (heure locale) | Rapport (FFF)Rapport (DBU) |         |          | Spectateurs : 7 409 Diffuseur : W9 Arbitrage : Monika Mularczyk (en) | Spectateurs : 7 409 Diffuseur : W9 Arbitrage : Monika Mularczyk (en) |

2e journée
| 18 février 2023    | Danemark                    | 2 - 0   | Norvège | Stade Francis-Le-Basser, Laval               |                                              |
| 18h (heure locale) | Hasbo (en) 9e · Svava 83e   | (1 - 0) |         | Spectateurs : 683 Arbitrage : Victoria Beyer | Spectateurs : 683 Arbitrage : Victoria Beyer |
| 18h (heure locale) | Rapport (DBU) Rapport (NFF) |         |         | Spectateurs : 683 Arbitrage : Victoria Beyer | Spectateurs : 683 Arbitrage : Victoria Beyer |

| 18 février 2023      | France                                                       | 5 - 1   | Uruguay        | Stade Raymond-Kopa, Angers                                          |                                                                     |
| 21h10 (heure locale) | Bussy 26e · Dali 34e · Renard 43e · Toletti 71e · Feller 79e | (3 - 1) | 32e Gómez (en) | Spectateurs : 9 070 Diffuseur : W9 Arbitrage : Lorraine Watson (de) | Spectateurs : 9 070 Diffuseur : W9 Arbitrage : Lorraine Watson (de) |
| 21h10 (heure locale) | Rapport (FFF)                                                |         |                | Spectateurs : 9 070 Diffuseur : W9 Arbitrage : Lorraine Watson (de) | Spectateurs : 9 070 Diffuseur : W9 Arbitrage : Lorraine Watson (de) |

3e journée
| 21 février 2023    | Danemark                                           | 3 - 2   | Uruguay                      | Stade Francis-Le-Basser, Laval                 |                                                |
| 18h (heure locale) | Bredgaard (en) 8e · Sevecke 89e · Thomsen (en) 90e | (1 - 1) | 16e Correa (en) · 84e Aquino | Spectateurs : 548 Arbitrage : Alexandra Collin | Spectateurs : 548 Arbitrage : Alexandra Collin |
| 18h (heure locale) | Rapport (DBU)                                      |         |                              | Spectateurs : 548 Arbitrage : Alexandra Collin | Spectateurs : 548 Arbitrage : Alexandra Collin |

| 21 février 2023      | France                      | 0 - 0   | Norvège | Stade Raymond-Kopa, Angers                                            |                                                                       |
| 21h10 (heure locale) |                             | (0 - 0) |         | Spectateurs : 11 445 Diffuseur : W9 Arbitrage : Ivana Projkovska (de) | Spectateurs : 11 445 Diffuseur : W9 Arbitrage : Ivana Projkovska (de) |
| 21h10 (heure locale) | Rapport (FFF) Rapport (NFF) |         |         | Spectateurs : 11 445 Diffuseur : W9 Arbitrage : Ivana Projkovska (de) | Spectateurs : 11 445 Diffuseur : W9 Arbitrage : Ivana Projkovska (de) |

### Liste des buteuses
1 but  
- Sofie Bredgaard (en)
- Josefine Hasbo (en)
- Rikke Sevecke
- Sofie Svava
- Janni Thomsen (en)
- Charlotte Bilbault
- Kessya Bussy
- Kenza Dali
- Naomie Feller
- Wendie Renard
- Sandie Toletti
- Karina Sævik
- Belén Aquino
- Yannel Correa (en)
- Luciana Gómez (en)